# Sibylle-Hedwige de Saxe-Lauenbourg
Sibylle-Hedwige de Saxe-Lauenbourg (née le 30 juillet 1625 à Ratzebourg et morte le 1er août 1703 à Lauenbourg) est une princesse de Saxe-Lauenbourg et par son mariage duchesse de Saxe-Lauenbourg.

## Biographie
Sibylle Hedwige est la plus jeune fille du duc Auguste de Saxe-Lauenbourg (1577-1656) de son premier mariage avec Élisabeth-Sophie de Holstein-Gottorp (1599-1627), fille du duc Jean-Adolphe de Holstein-Gottorp.
Elle épouse en 1654 son cousin, le duc François-Erdmann de Saxe-Lauenbourg (1629-1666). Le contrat de mariage est déjà conclu deux ans auparavant et sert à régler les litiges de la succession duc Auguste, resté sans fils survivant. 
Leur mariage n'a pas d'enfants et Sibylle Hedwige a non seulement survécu à son mari, mais aussi au dernier duc de Saxe-Lauenbourg Jules-François de Saxe-Lauenbourg, mort en 1689.